# Aclytia
Aclytia is een geslacht van vlinders van de familie spinneruilen (Erebidae), uit de onderfamilie Arctiinae.

## Soorten
- A. albistriga Schaus, 1910
- A. apicalis Walker, 1854
- A. bractea Möschler, 1877
- A. coeruleonitans Rothschild, 1912
- A. conjecturalis Draudt, 1930
- A. flavicaput Rothschild, 1912
- A. flavigutta Walker, 1854
- A. gynamorpha Hampson, 1898
- A. heber Cramer, 1782
- A. hoffmannsi Rothschild, 1912
- A. jonesi Rothschild, 1912
- A. klagesi Rothschild, 1912
- A. leucaspila Fleming, 1959
- A. mariamne Druce, 1855
- A. mictochroa Hampson, 1914
- A. modesta Köhler, 1924

- A. petraea Schaus, 1892
- A. punctata Butler, 1876
- A. pydna Druce, 1899
- A. reducta Rothschild, 1912
- A. signatura Walker, 1854
- A. superbior Strand
- A. terra Schaus, 1896
- A. ventralis Guérin-Meneville, 1843